# Aluvión de Ranrahirca de 1962
El Aluvión de Ranrahírca de 1962 fue un alud que el 10 de enero de 1962 afectó el área urbana de la ciudad peruana de Ranrahirca, la segunda más grande del distrito del mismo nombre, en la provincia de Yungay en la región Áncash, en el que murieron al menos 2900 personas.
Ocho años después llega el terremoto de Áncash del 31 de mayo de 1970, que afectó a toda la región y tuvo 70.000 víctimas. Los pueblos de Ranrahírca y Yungay volvieron a ser afectados por un desprendimiento de hielo del nevado Huascarán.

## Desarrollo del suceso
El aluvión vino a las 18:15 a partir de fractura y desprendimiento del glaciar 511 en la cara oeste del pico norte del nevado Huascarán. La masa de hielo recorrió 16 km a la velocidad de 120 km/h y en 4 min la masa de piedra, hielo y rocas llegó al fondo del valle. Desaparecieron 2900 habitantes y fueron borrados del mapa los pueblos de Ranrahirca, Shacsha, Huarascucho, Yanama Chico, Matacoto, Chuquibamba, Caya, Encayor, Armapampa y Uchucoto. En esa oportunidad el alud pasó a 1,5 km al sur de la antigua ciudad de Yungay y a 1 km al norte de la ciudad de Mancos.